# Eugenio Hirsch
Eugenio Hirsch (Viena, 3 de diciembre de 1923 - Río de Janeiro, 23 de septiembre de 2001) fue un artista plástico brasileño de origen austríaco, considerado como uno de los pioneros del diseño gráfico en Brasil.

## Datos biográficos
Eugenio Hirsh nació en Viena, Austria en 1923. Si bien este es el nombre con el cual llegó a ser internacionalmente conocido como artista gráfico, su nombre real original en alemán fue Eugen Aloisius Hirsch. Ante la inminencia de la Segunda Guerra Mundial su familia emigró en 1939 a la Argentina, donde Hirsch se destacó como artista gráfico. Durante su estadía en Argentina, residió en la ciudad de Buenos Aires donde trabajó para la enciclopedia Codex. En esa época trabajó, entre otros, con Héctor Germán Oesterheld. En 1947 conoció a Monteiro Lobato, para quien ilustró textos en la editorial mencionada. También residió en San Miguel de Tucumán donde colaboró con Lino Enea Spilimbergo. 
En 1955 emigró a Brasil. A partir de 1960 fue contratado por la editorial "Civilização Brasileira" y en poco tiempo revolucionó la concepción y el diseño de tapas de libros, transformándose en uno de los grandes nombres de esta especialidad. En 1960 obtuvo el premio Jabuti (máxima distinción brasileña en materia literaria y artística). Se lo considerada un pionero del diseño gráfico con decisiva influencia en las generaciones ulteriores. Una de sus máximas preferidas fue "Uma capa é feita para agredir, não para agradar" ("Una tapa sirve para agredir, no para agradar"). En 1965 viajó a los Estados Unidos donde colaboró con la revista Playboy y luego a Europa, pero regresó luego a su patria de adopción, Brasil.
Entre sus trabajos más renombrados figura la ilustración realizada para la novela Lolita de Vladimir Nabokov. Se lo recuerda además por su personalidad excéntrica y poco convencional. Según Ruy Castro, (Ela e carioca: uma enciclopedia de Ipanema), 

"la alucinada creatividad de Hirsch era un reflejo de su manera de ser. No se trataba de un excéntrico sólo respecto de los cánones normales: los mismos excéntricos lo consideraban excéntrico".